# كوجالي سبور
كوجالي سبور هو فريق كرة قدم في إزميد، تركيا. تأسس في عام 1966 ولعب في دوري الدرجة الأولي الممتاز التركي بين 1980-1988 و 1992-2003. كانت أفضل نتيجة لهم هي المركز الرابع في موسم 1992-93. فازوا بكأس تركيا مرتين عامي 1997 و 2002.

## الإنجازات
- كأس تركيا
  - الفائز (2): 1997 ، 2002
- دوري الدرجة الأولي التركي
  - الفائزون (3): 1980 ، 1992 ، 2008
- دوري الدرجة الثالثة التركي
  - الفائز (1): 2020

## لاعبين سابقين
- كمال حالات

## مدربون سابقون
- جاليب جوندوجدو
- إرغون أورتاكجي
- إنجين إبيك أوغلو
- كيهان تشوبوكلو
- فؤاد اليمن
- جوفينش كورتار
- حكمت كرمان
- مصطفى دنيزلي
- هولغر أوسييك